# Ballini (zoologia)
Ballini è una tribù di ragni appartenente alla sottofamiglia Ballinae della famiglia Salticidae dell'ordine Araneae della classe Arachnida.

## Distribuzione
I 13 generi oggi noti di questa tribù hanno una diffusione pressoché cosmopolita: Europa, Africa, Asia orientale, Giava, Yemen, Nuova Caledonia; ben due generi, Baviola e Sadies, che totalizzano 7 specie diverse, sono endemici delle Isole Seychelles.

## Tassonomia
A maggio 2010, gli aracnologi riconoscono 13 generi appartenenti a questa tribù:
- Ballognatha Caporiacco, 1935 — Karakorum (1 specie; nomen dubium?)
- Ballus C. L. Koch, 1850 — Europa, Africa settentrionale, Giappone, Myanmar, Sri Lanka (10 specie)
- Baviola Simon, 1898 — Isole Seychelles (3 specie)
- Colaxes Simon, 1900 — Sri Lanka, India (3 specie)
- Cynapes Simon, 1900 — Isole Seychelles, Mauritius, Isola Rodrigues (Isole Mascarene) (3 specie)
- Goleta Peckham & Peckham, 1894 — Madagascar (2 specie)
- Marengo Peckham & Peckham, 1892 — Sri Lanka, Thailandia (6 specie)
- Pachyballus Simon, 1900 — Africa, Bioko (Golfo di Guinea), Yemen, Nuova Caledonia (7 specie)
- Padilla Peckham & Peckham, 1894 — Madagascar, Giava (18 specie)
- Peplometus Simon, 1900 — Africa occidentale, Sudafrica (2 specie)
- Philates Simon, 1900 — Indonesia, Filippine, Nuova Guinea (10 specie)
- Planiemen Wesolowska & van Harten, 2007 — Yemen (1 specie)
- Sadies Wanless, 1984 — Isole Seychelles (5 specie)